# パヤオ王国

パヤオ王国
อาณาจักรพะเยา

13世紀のパヤオ王国（水色）

パヤオ王国（タイ語: อาณาจักรพะเยา, ラテン文字転写: Xāṇācạkr Phayeā）は、現在のタイ王国パヤオ県に存在した王国である。

## 歴史
水量の豊富なパヤオ湖を抱えたパヤオは農作に適した台地であるが、険しい山中にありチエンラーイやチエンコーン以外の街とは接触が難しい土地であった。『ムアン・パヤオ年代記』によれば、12世紀、ヒランナコーングンヤーン（現在のチエンセーン）からチョームタム（Jomtham）と呼ばれる王が移住し街を作ったとされる。『パヤオ年代記』では1174年にシンハラート王（Shin）がこの地に街を建設したとされる。いずれにせよ、パヤオが頭角を現すのは1258年に即位したガムムアン王の時代からである。ガムムアンの代、スコータイのラームカムヘーン王、ラーンナーのマンラーイ王と同盟を結ぶほど、パヤオは存在感を持った「大国」となった。ガムムアンはスコータイ、ラーンナーとの同盟で背後を固めナーンのカーオ王国の都であったプワを占領、子とチエンセーン出身の妃を送って統治させた。しかし、これは結局、妻子共々カーオのパーノーン王に奪われてしまった。ただ『ナーン年代記』にはガムムアンが軍事的に非常に強力であったことが示唆されている。ガムムアン亡き後はカムデーン王が即位、カムデーン王はチエンマイのチャイソンクラームがクン・クルアに離反されたときに援軍を送り、チャイソンクラームはこの見返りに自分の娘をカムデーンの子で後にパヤオ王となるカムルーに送っている。しかし、カムルーの跡を継いだカムプー（1334-36年）の代にカーオの後援の元、チエンマイのカムフーがパヤオを支配下に加えた。この後、パヤオはチエンマイの王が任命した国主が治める国となるが、重要都市パヤオの国主には有力な家臣や、王族が配置されることが多かった。また、カーオやプレー王国への進出の土台にもなった。

## 参考文献

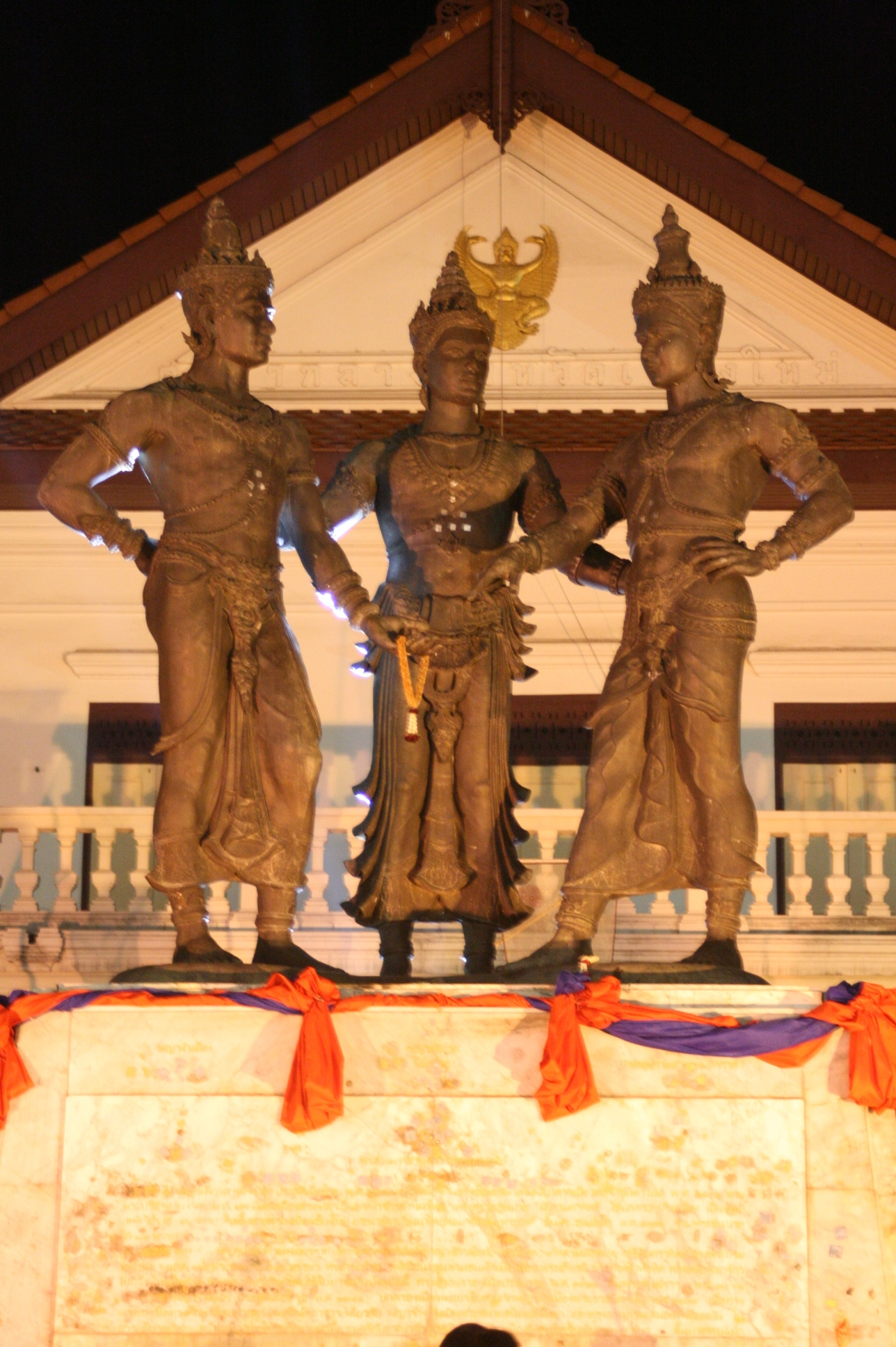
ガムムアン・マンラーイ・ラームカムヘーン三王の像（チエンマイ）